# Canton de Valence (Tarn-et-Garonne)
Pour les articles homonymes, voir Canton de Valence.
Le canton de Valence est une circonscription électorale française du département de Tarn-et-Garonne et de la région Occitanie.

## Histoire
Le canton faisait partie de l'ancien arrondissement de Moissac.
Par décret du 27 février 2014, le nombre de cantons du département est divisé par deux, avec mise en application aux élections départementales de mars 2015. Le canton de Valence (Tarn-et-Garonne) est conservé et s'agrandit. Il passe de 11 à 17 communes.
Le nom officiel du canton, indiqué dans le Code officiel géographique, est « canton de Valence ». Toutefois, l'appellation « canton de Valence-d'Agen » est également utilisée.

## Représentation

### Conseillers d'arrondissement (de 1833 à 1940)
Le canton de Valence avait deux conseillers d'arrondissement.
Il appartenait à l'arrondissement de Moissac jusqu'à sa disparition en 1926.
| Période                                  | Période          | Identité                 | Étiquette        | Qualité |
| ---------------------------------------- | ---------------- | ------------------------ | ---------------- | --- |
| 1833                                     | 1848             | César Boudet (1780-1851) |                  | Notaire, adjoint au maire de Castelsagrat                                                                   |
| 1833                                     | 1842             | Guilhaume Orliac         |                  | Maire de Lamagistère (1830-1835)                                                                            |
|                                          |                  |                          |                  | |
| 1883                                     | 1902 (démission) | Henri Dufaur             | Républicain      | Docteur-médecin à Valence (Tarn-et-Garonne)                                                                 |
| 1883                                     |                  | Augustin Duhard          | Républicain      | Propriétaire à Lamagistère                                                                                  |
|                                          |                  |                          |                  | |
| 1913                                     | 1940             | M. Chaloupy              | Soc.ind.         | |
| 1913                                     |                  | M. Plantade              | RG               | |
| 1931                                     | 1940             | M. Franciel              | Radical          | |
| 1925                                     | 1931             | M. Dufaur                | Bloc des Gauches | |
| 1940                                     |                  |                          |                  | Les conseils d'arrondissement ont été suspendus par la loi du 12 octobre 1940 et n'ont jamais été réactivés |
| Les données manquantes sont à compléter. |                  |                          |                  | |

### Conseillers généraux de 1833 à 2015
| Période      | Période      | Identité                                 | Étiquette          | Qualité |
| ------------ | ------------ | ---------------------------------------- | ------------------ | --- |
| 1833         | 1836         | M. Gignoux                               |                    | Maître de forges à Agen |
| 1836         | 1848         | Antoine Théodore de Berdolle             |                    | Capitaine d'artillerie Propriétaire à Goudourville |
| 1848         | 1855         | Xavier Moulenq                           |                    | Avocat, maire de Valence (Tarn-et-Garonne) (1848-1855, 1857-1860, 1865-1870, 1874-1881, 1882-1884) |
| 1855         | 1870         | Jean-Baptiste Bourgeat                   |                    | Maire de Lamagistère (1835-1870) |
| 1870         | 1871         | Xavier Moulenq                           |                    | Avocat, maire de Valence (Tarn-et-Garonne) (1848-1855, 1857-1860, 1865-1870, 1874-1881, 1882-1884) |
| 1871         | 1886         | Étienne Trubert                          | Droite             | Chef adjoint de cabinet du Duc de Broglie Député (1877-1889) |
| 1886         | 1902 (décès) | Louis Bourgeat                           | Union républicaine | Maire de Lamagistère (1870-1902) Sénateur (1897-1902) |
| 1902         | 1916 (décès) | Henri Dufaur                             | PRRS               | Docteur-médecin à Valence (Tarn-et-Garonne), conseiller d'arrondissement |
| 1916         | 1919         | siège vacant                             |                    | |
| 1919         | 1940         | Adrien Bourgeat                          | PRRS               | Négociant Maire de Lamagistère (1902-1942) |
|              |              |                                          |                    | |
| 1945         | 1959 (décès) | Jean Baylet                              | PRRS               | Rédacteur en chef de La Dépêche de Toulouse Maire de Valence (1930-1959) Député (1945-1958) |
| 23 août 1959 | 1985         | Évelyne Baylet (épouse du précédent)     | PRRS puis MRG      | Directrice de La Dépêche de Toulouse Présidente du Conseil Général (1970-1982) Maire de Valence (Tarn-et-Garonne) (1959-1977) |
| 1985         | 2015         | Jean-Michel Baylet (fils des précédents) | PRG                | Président-directeur général d'un groupe de presse Sénateur de 1986 à 1988 et de 1995 à 2014 Président du Conseil Général de 1985 à 2015 Député de 1978 à 1984 et en 1988 Ancien ministre Maire de Valence-d'Agen de 1977 à 2001 Conseiller municipal de Montjoi (2008-2020) Président de la Communauté de communes des Deux Rives |

### Conseillers départementaux à partir de 2015
| Période élective | Période élective | Mandat | Mandat   | Identité            | Nuance | Nuance | Qualité |
| ---------------- | ---------------- | ------ | -------- | ------------------- | ------ | ------ | --- |
| 2015             | 2021             | 2015   | 2021     | Jean-Michel Baylet  |        | PRG    | PDG du groupe La Dépêche du Midi Maire de Valence (1977-2001 et depuis 2020) Président de la communauté de communes des Deux Rives (depuis 2002) Adjoint au maire de Montjoi (2008-2020) Ancien président du conseil général (1985-2015) |
| 2015             | 2021             | 2015   | 2021     | Christiane Le Corre |        | PRG    | Commerçante Première adjointe au maire de Valence |
| 2021             | 2028             | 2021   | en cours | Jean-Michel Baylet  |        | PRG    | Conseiller sortant |
| 2021             | 2028             | 2021   | en cours | Christiane Le Corre |        | PRG    | 7ème Vice-présidente du Conseil départemental |

### Résultats détaillés

#### Élections de mars 2015
Lors des élections départementales de 2015, le binôme composé de Jean-Michel Baylet et Christiane Le Corre (PRG) est élu au premier tour avec 50,72 % des suffrages exprimés, devant le binôme composé de Patrice Charles et Dominique Poinard (FN) (28,78 %). Le taux de participation est de 61,28 % (5 879 votants sur 9 593 inscrits) contre 58,89 % au niveau départemental et 50,17 % au niveau national.

#### Élections de juin 2021
Le premier tour des élections départementales de 2021 est marqué par un très faible taux de participation (33,26 % au niveau national). Dans le canton de Valence (Tarn-et-Garonne), ce taux de participation est de 48,8 % (4 522 votants sur 9 267 inscrits) contre 40,22 % au niveau départemental. À l'issue de ce premier tour, deux binômes sont en ballottage : Jean-Michel Baylet et Christiane Le Corre (PRG, 53,77 %) et Josiane Furlan et Patrick Large (Union à droite, 25,85 %).
Le second tour des élections est marqué une nouvelle fois par une abstention massive équivalente au premier tour. Les taux de participation sont de 34,36 % au niveau national, 41,75 % dans le département et 49,87 % dans le canton de Valence (Tarn-et-Garonne). Jean-Michel Baylet et Christiane Le Corre (PRG) sont élus avec 62,42 % des suffrages exprimés (2 663 voix pour 4 623 votants et 9 270 inscrits),,. 

## Composition

### Composition avant 2015

Situation du canton de Valence (Tarn-et-Garonne) dans l'arrondissement de Castelsarrasin avant 2015.

Le canton de Valence était composé de 11 communes.
| Nom                 | Code Insee | Codepostal | Superficie (km2) | Population (dernière pop. légale) | Densité (hab./km2) |
| ------------------- | ---------- | ---------- | ---------------- | --------------------------------- | ------------------ |
| Valence (chef-lieu) | 82186      | 82400      | 13,44            | 5 155 (2012)                      | 384                |
| Castelsagrat        | 82032      | 82400      | 22,50            | 556 (2012)                        | 25                 |
| Espalais            | 82054      | 82400      | 7,87             | 407 (2012)                        | 52                 |
| Gasques             | 82065      | 82400      | 13,43            | 431 (2012)                        | 32                 |
| Golfech             | 82072      | 82400      | 9,72             | 959 (2012)                        | 99                 |
| Goudourville        | 82073      | 82400      | 11,27            | 915 (2012)                        | 81                 |
| Lamagistère         | 82089      | 82360      | 9,10             | 1 120 (2012)                      | 123                |
| Montjoi             | 82130      | 82400      | 14,67            | 177 (2012)                        | 12                 |
| Perville            | 82138      | 82400      | 9,27             | 123 (2012)                        | 13                 |
| Pommevic            | 82141      | 82400      | 5,75             | 609 (2012)                        | 106                |
| Saint-Clair         | 82160      | 82400      | 8,35             | 272 (2012)                        | 33                 |

### Composition depuis 2015
Le canton de Valence est désormais composé de 17 communes entières.
| Nom                             | Code Insee | Intercommunalité               | Superficie (km2) | Population (dernière pop. légale) | Densité (hab./km2) | Modifier                                    |
| ------------------------------- | ---------- | ------------------------------ | ---------------- | --------------------------------- | ------------------ | ------------------------------------------- |
| Valence (bureau centralisateur) | 82186      | CC des Deux Rives              | 13,44            | 5 287 (2022)                      | 393                | modifier les données · modifier les données |
| Boudou                          | 82019      | CC Terres des Confluences      | 12,30            | 755 (2022)                        | 61                 | modifier les données · modifier les données |
| Bourg-de-Visa                   | 82022      | CC du Pays de Serres en Quercy | 14,41            | 389 (2022)                        | 27                 | modifier les données · modifier les données |
| Brassac                         | 82024      | CC du Pays de Serres en Quercy | 20,37            | 252 (2022)                        | 12                 | modifier les données · modifier les données |
| Castelsagrat                    | 82032      | CC des Deux Rives              | 22,50            | 540 (2022)                        | 24                 | modifier les données · modifier les données |
| Espalais                        | 82054      | CC des Deux Rives              | 7,87             | 380 (2022)                        | 48                 | modifier les données · modifier les données |
| Gasques                         | 82065      | CC des Deux Rives              | 13,43            | 406 (2022)                        | 30                 | modifier les données · modifier les données |
| Golfech                         | 82072      | CC des Deux Rives              | 9,72             | 1 010 (2022)                      | 104                | modifier les données · modifier les données |
| Goudourville                    | 82073      | CC des Deux Rives              | 11,27            | 970 (2022)                        | 86                 | modifier les données · modifier les données |
| Lamagistère                     | 82089      | CC des Deux Rives              | 9,10             | 1 213 (2022)                      | 133                | modifier les données · modifier les données |
| Montjoi                         | 82130      | CC des Deux Rives              | 14,67            | 171 (2022)                        | 12                 | modifier les données · modifier les données |
| Perville                        | 82138      | CC des Deux Rives              | 9,27             | 169 (2022)                        | 18                 | modifier les données · modifier les données |
| Pommevic                        | 82141      | CC des Deux Rives              | 5,75             | 580 (2022)                        | 101                | modifier les données · modifier les données |
| Saint-Clair                     | 82160      | CC des Deux Rives              | 8,35             | 258 (2022)                        | 31                 | modifier les données · modifier les données |
| Saint-Nazaire-de-Valentane      | 82168      | CC du Pays de Serres en Quercy | 17,44            | 311 (2022)                        | 18                 | modifier les données · modifier les données |
| Saint-Paul-d'Espis              | 82170      | CC des Deux Rives              | 26,07            | 561 (2022)                        | 22                 | modifier les données · modifier les données |
| Saint-Vincent-Lespinasse        | 82175      | CC des Deux Rives              | 9,44             | 285 (2022)                        | 30                 | modifier les données · modifier les données |
| Canton de Valence               | 8214       |                                | 225,40           | 13 537 (2022)                     | 60                 | modifier les données                        |

## Démographie

### Démographie avant 2015
| 1962  | 1968  | 1975  | 1982  | 1990  | 1999  | 2006   | 2011   | 2012   |
| ----- | ----- | ----- | ----- | ----- | ----- | ------ | ------ | ------ |
| 8 093 | 8 253 | 8 150 | 8 649 | 9 711 | 9 668 | 10 344 | 10 686 | 10 724 |

### Démographie depuis 2015
En 2022, le canton comptait 13 537 habitants, en évolution de +0,84 % par rapport à 2016 (Tarn-et-Garonne : +3,12 %, France hors Mayotte : +2,11 %).
| 2013   | 2018   | 2022   |
| ------ | ------ | ------ |
| 13 296 | 13 351 | 13 537 |